# Platylomia kohimaensis
Platylomia kohimaensis (лат.) — вид певчих цикад из рода Platylomia, описанный в 2021 году, и открытый в Индии, в штате Нагаленд. Звук самца цикады похож на «kok..kok..kok..kok». Место сбора P. kohimaensis представляло собой полуразрушенный участок леса, рядом с которым была видна деятельность человека в виде сельскохозяйственных угодий. Новый вид цикад поёт только в сумерках в течение нескольких часов.

## Этимология
Видовой эпитет kohimaensis обозначает типовую локацию вида — рядом с деревней Mitelephe, округ Кохима.

## Описание
Голова антично-коричневая, область вокруг глазков черная, буроватые пятна на глазных бугорках доходят назад до переднего переднегрудного края, эпикраниум сзади по большей части буроватый. Расстояние между боковыми глазками и глазами примерно вдвое больше, чем расстояние между боковыми глазками. Постклипеус умеренно вздут; поперечные бороздки спутаны восковыми белыми волосками. Щёки бурые со спутанными золотистыми волосками. Усики коричневатые. Надусиковая пластинка с поперечным бурым пятном. Антеклипеус и лорум покрыты слоем более длинных тонких рассеянных волосков и слоем коротких белых восковых волосков, на нижней части лорума буроватое пятно. Хоботок от светло-коричневого до охристого со светлыми волосками, вершинная часть черная, доходит до заднего края заднего вертлуга.
Переднеспинка от светло-охристой до корично-коричневой с парой центральных продольных фасций, область вокруг парамедиальной и латеральной борозд коричневая, поверхность умеренно морщинистая. Воротник переднеспинки светло-коричневый, передний и задний края черные, с двумя косыми буроватыми полосами у боковых углов переднеспинки. Переднебоковой край воротничка переднеспинки с небольшим зубцом. Базистернум по большей части покрыт белыми чешуйками.
Среднеспинка коричневатая со следующими чёрными отметинами: срединная продольная фасция спереди сужена и касается передних краев среднеспинки, а сзади едва достигает переднего края скутальной впадины; черные пятна на внутренних передних плечах крестообразного возвышения; пара фасций на парапсидальных швах, суженных кпереди, соприкасающихся с передним краем переднеспинки и слегка расширенных сзади, оканчивающихся перед чёрным пятном на внутренних передних плечах крестообразного возвышения. Небольшая пара направленных назад и заострённых фасций между парапсидальным швом и латеральной сигиллой; рассеянная чёрная полоса на латеральной сигилле. Передний угол крестообразного возвышения светло-буроватый; задние углы буроватые. Переднее углубление на крестообразном углу; и задний конец среднеспинки с белыми восковыми налетами. Вентральная поверхность большей частью слабоволосистая, с участками вокруг базистрены 2 и 3 с восковидным белым опылением. Основание оперкулы и I стернита брюшка с плотным белым восковым чешуйчатым слоем. Стернит II сзади буроватый, спереди белый восковой, с тонкими, направленными вперед волосками. Области вокруг эпиплевритов и гипоплевритов восково-белые.
Передняя нога черновато-желто-охристая; небольшая черноватая отметина вентрально на основании тазика, вертлуга, бедра и предплюсневого коготка. Передние бёдра с первичными и вторичными шипами, направленными вперед и более или менее параллельно друг другу. Передние голени черные с наружной и внутренней поверхности. Средние и задние тазики желто-охристые. Вертлуги в основном желто-охристые, бедра от желто-охристых до слегка затемненных. Средние голени и лапки охристые с черными фасциями на проксимальном и дистальном концах. Задние голени и лапки большей частью охристые с черноватой отметиной вблизи бедренно-большеберцового и большеберцово-предплюсневого суставов. Задняя большеберцовая шпора черноватая. Меракантус треугольный, не достигает заднего края I стернита.
Крылья прозрачные, переднее крыло с полной инфускацией вдоль радиальной (r) и радиомедиальной (r-m) поперечных жилок, пятна инфускации на середине медиальной и медиокубитальной поперечных жилок. Небольшая инфускация в конце RP, M 1, M 2, M 3, M 4 и CuA 1, не касающаяся окружающей жилки. Жилкование от светло-коричневого до черноватого как на переднем, так и на заднем крыле. R + Sc бледно-коричневатый; вершинные жилки светло-бурые, задние радиальные (RP) черноватые, CuA черные, CuP +1A светло-буроватые, по узловой линии черноватые.
Брюшко более или менее цилиндрическое, значительно длиннее расстояния от головы до крестообразного возвышения. Тимбальный покров бледно-пепельный, покрывающий не полностью и обнажающий тембал более чем наполовину. Тергиты 1-5 каштановые с черными пятнами; 6-8 более черноватые, чем каштановые. Передний сегментальный край 2-го и 3-го тергитов белый восковидный; 3-й и 4-й тергальные края с золотыми волосками. Боковые края оперкула простираются латерально, видны дорсально на 3-м, 4-м и 5-м сегментах брюшка, черные пятна на 3-м и 4-м латеральных тергитах; стерниты желто-охристые до коричневатых; эпиплевриты восково-белые.
Оперкула самца около 16 мм максимальной длины; доходит до 3/4 задней части IV стернита. Светло-оранжево-желтый с белым восковым налетом на вершинных краях; базальный наружный боковой край черный до середины перетяжки. Верхушечный край выпуклый, продолговатый, ложковидный, с выпуклостью больше на наружной части. Обе покрышки широко отделены друг от друга, самая узкая щель около 3,0 мм. Внешний край выпуклый, внутренний край вогнутый.
Пигофер желто-охристый сверху и светлый снизу, длина больше ширины. Верхняя лопасть пигофера закругленная на вершине без выступа, базальная лопасть пигофера закругленная с прямыми волосками. Ункус широкий и раздвоенный, латеральный край ункуса вогнутый, класперы заостренные, слегка загнутые внутрь, темно-коричневые, склеротизованные; поверхность латерального края класпера с несколькими дополнительными мелкими зубчатыми выступами.
Длина тела самца — от 45,3 до 46 мм, размах крыльев у самцов — от 117 до 120,4 мм; длина брюшка от 25,8 до 26,8 мм, длина торакса и головы вместе взятых — от 19,2 до 20,1 мм; длина переднего крыла от 52,7 до 53,1 мм, ширина же от 16,1 до 16,3 мм; длина заднего крыла от 28,6 до 29 мм. Дистанция между глазами от 6,9 мм до 7,1 мм, и длина оперкула от 16,7 до 17,5 мм.

### Самка
Оперкула самки светло-оранжево-жёлтый, достигает почти середины III стернита, латеральный край черный, базальные 2/3 со светлыми более или менее округлыми пятнами, дистальный конец латерального края слегка расширен, затем загнут внутрь, больше на внутренней половине. Стернит VII с заметным гребнем и небольшой выемкой посередине заднего края. Меракантус, по крайней мере, длиннее внутреннего края оперкула, немного заходит за середину III стернита. Ножны яйцеклада заходят за 9-й брюшной сегмент.
Длина тела самки 35,4 мм; размах крыльев — 114,2, длина брюшка 17 мм. Голова и торакс вместе 19,8 мм. Длина переднего крыла 51,3 мм, а ширина — 15,3 мм. Длина заднего крыла 28,5 мм. Дистанция между глазами 6,9 мм, и длина оперкула — 4,7 мм.

### Тимбализация
P. kohimaensis кажется сумеречной, поющей цикадой. Первый призыв от одной особи был слышен около 17:45 вечера, через несколько мгновений после захода солнца. Первоначально у первого автора статьи с описанием вида сложилось впечатление, что это должно быть исходит от какой-то квакши, так как это было похоже на быстрое и непрерывное регулярное кудахтанье «… кок.. кок.. кок.. кок.. кок….» регулярной интенсивности. Призыв был совершенно не похож на обычный и многочисленный призыв цикады Platylomia radha, который также звучит в то же время, что и новый вид. Около 19:30 вечера были слышны отдельные призывы этой цикады.
Сделанная запись использовалась для получения сонограммы и подготовки карты акустической идентификации (AIC) с использованием RAVEN PRO 1.6. Часть записи продолжительностью около 1,5 минут была расширена. Была выявлена волновую картину в виде непрерывно повторяющихся эхем. Каждый эхем длится примерно 0,1 секунды. Эхемы повторяются со скоростью около 8 эхемов в секунду. Эхемы имеют более или менее постоянную относительную амплитуду. Каждая эхема состоит из основного частотного компонента, лежащего между 1-4 кГц, и прерывистой полосы частот, выходящей за пределы 15 кГц.

### Итог
P. kohimaensis отличается от другой группы видов Platylomia гораздо более широким ункусом, класперами, заостренными и немного изогнутыми внутрь, светло-оранжево-желтым и ложкообразным оперкулом, а также рисунком тимбализации, который отличается от всех других видов группы P. radha, в виде непрерывного и быстрого кудахтанья регулярной интенсивности.

## Биология
Этот вид был зарегистрирован только в холмах Нага в районе Кохима в Нагаленде, Индия. Этот вид может также встречаться в других прилегающих районах с аналогичной растительностью и высотой над уровнем моря. Место сбора этого вида находилось на полунарушенном участке леса, рядом с которым видна деятельность человека в виде сельскохозяйственных угодий. Биотип, на котором была собрана эта цикада, состоит из видов деревьев среднего размера, таких как дуб острейший, Quercus glauca, Azadirachta excelsa, Spondias pinnata, а также несколько неопознанных видов бамбука.